# Christian Tămaș
Christian Tămaș (n. 13 noiembrie 1964, comuna Letca, județul Sălaj) este un scriitor, filosof, orientalist și traducător român.

## Biografie
Christian Tămaș s-a născut la 13 noiembrie 1964 în comuna Letca, județul Sălaj. Este licențiat în limbă și literatură arabă a Universității din București. În anul 2006, el a obținut gradul de master în educația adulților la Universitatea „Al. I. Cuza” din Iași, iar în 2007 a obținut titlul de doctor în filosofie la aceeași universitate, cu teza „Strategii de comunicare în Coran”. Din anul 2000 este Consilier pe științe umaniste la IBC Cambridge, Marea Britanie, iar din 2009 cercetător în domeniul științelor umaniste la Universitatea „Al. I. Cuza” din Iași.

Opera sa include romane (Cavalerul negru, 1992; Blestemul catharilor, 1993; Labirint, 1995), proză scurtă (Liniștea albă, 2004), studii de cultură și civilizație (Trezirea la nemurire, 1997; Crize contemporane: disoluția sacrului, 2003; Crize contemporane: ofensiva islamului, 2004; Strategii de comunicare în Coran, 2007; (E)L. Avatarurile unui articol hotărât, 2012).
 
De asemenea, a participat la numeroase opere colective, este autor de prefețe, de recenzii de critică literară și îngrijitor de ediții. Ca traducător, a publicat traduceri din și în italiană, arabă, franceză, spaniolă, catalană, portugheză, engleză și irlandeză. Este deținător al unor premii și distincții naționale și internaționale, între care: Premiul Uniunii Scriitorilor din România (filiala Iași), Premiul „Naji Naaman” (Liban), Medalia de Aur pentru excelență intelectuală (Perú) ș.a.

## Scrieri (selectiv)

### Volume
- Cavalerul negru (roman), Junimea, Iași, 1992
- Blestemul catharilor (roman), Graphix, Iași, 1993
- Labirint (roman), Ars Longa, Iași, 1995
- Trezirea la nemurire (eseuri), Ars Longa, Iași, 1997
- Crize contemporane:disoluția sacrului (studiu), Ars Longa, Iași, 2003
- Crize contemporane:ofensiva islamului (studiu), Ars Longa, Iași, 2004
- Liniștea albă (proză scurtă), Ars Longa, Iași, 2004
- Liniștea albă (nuvelă), Ars Longa, Iași, 2007
- The White Silence,  Ars Longa, Iași, 2007
- Strategii de comunicare în Coran, Ars Longa, Iași, 2007
- Communication strategies in the Qur'an, Lambert Academic Publishing, Saarbrücken, 2011
- (E)L. Avatarurile unui articol hotărât, Ars Longa, Iași, 2012

### Volume colective
- „Dimensiunea contemporană a sacrului” (studiu) în Orizontul sacru,   Polirom, Iași, 1998
- „Conservatorismul ortodox” (studiu) în Un destin istoric: Biserica Română Unită, Vatra&Arhipelag, Tg. Mureș, 1999
- „Comunicarea religioasă în contextul neo-păgânismului contemporan” (studiu) în Pentru o democrație a valorilor: Strategii de comunicare religioasă într-o societate pluralistă, Colegiul Noua Europă, București, 2002
- „Relativism și etnocentrism în educația pentru valorile culturale”, IRDO, București, 2005
- „Paradigme antropologice: spiritul românesc între homo occidentalis și homo orientalis”, în La cultura rumena tra l’Occidente e l’Oriente: gli umanesimi greco-bizantino, latino e slavo, Fondazione Cassamarca, Treviso (Italia), 2005
- „The Quran: the miracle of sign, the miracle of silence” în Semiotics beyond Limits. Proceedings of the First ROASS Conference, Ed. Alma Mater, Bacău, 2007
- „Marele Anonim și destinul ființei umane” în Caietele Blaga, publicație a Festivalului internațional „Lucian Blaga”, ed. a XXVII-a, Editura Altip, Alba Iulia, 2007
- „Argumente ale radicalismului islamic” în Fundația „Prietenii Iașului – Emil Alexandrescu” 1992-2007, volum omagial, eds. Marieta Alexandrescu și Olga Rusu, Tipo Moldova, Iași, 2007
- „Liniștea albǎ” (fragment), în Minutarele gîndului (o antologie a prozei ieșene contemporane), Cronica, Iași, 2008
- „The White Silence” în Prix littéraires Naji Naaman, Maison Naaman pour la culture, Jounieh (Liban), 2007
- „Occidental Islam. The Challenge of Ethnicity” în Transmodernity. Managing Global Communication, Ed. Alma Mater, Bacău, 2009
- „Les avatars de la langue roumaine dans le nouveau contexte européen” în L'Europe des 27 et ses langues, Univ. Paris Diderot, Paris, 2011
- „El silencio blanco” (fragment), în Orografía de las lenguas (antologie), Maribelina, Lima, 2012
- „Peninsula Iberică”, în Universitățile Europei medievale, vol. I, (Christian Tămaș coord.), Ed. Univ. „Al. I. Cuza”, Iași, 2011

### Prefețe și îngrijiri de ediții
- Tereza din Ávila, Castelul interior, Ars Longa, Iași, 1995
- Tereza din Ávila, Drumul perfecțiunii, Ars Longa, Iași, 1995
- Tereza din Ávila, Întemeierile, Ars Longa, Iași, 1998
- Tomas Spidlik, Calea spiritului, Ars Longa, Iași, 1996
- Tadeusz Rostworowski, Din gândirea filosofică a Papei Ioan Paul al II-lea, Ars Longa, Iași, 1994
- M. P. Gallagher, Ajută necredinței mele, Ars Longa, Iași, 1996
- Paolo Dezza, Filosofia, Ars Longa, Iași, 1996
- Pierre Louys, Psyché, Mediapress, Iași, 1994
- Ignațiu de Loyola, Exerciții spirituale, Polirom, Iași, 1996
- John B. Keane, Un taur în august, Ars Longa, Iași, 2004
- Zoe Iustina Martin, Călător prin trecutul meu, Ars Longa, Iași, 2001
- Mircea Bostan, Chirurgia cuvintelor, Ars Longa, Iași, 2004
- Liviu Vălenaș, Convorbiri secrete cu Corneliu Coposu, Ars Longa, Iași, 2005
- Carles Miralles, Dulci și aspre, Ars Longa, Iași, 2008
- José María Paz Gago, Manual pentru îndrăgostirea prințeselor, Ars Longa, Iași, 2009
- Carles Miralles, Umbra zilei, ca de sînge, Ars Longa, Iași, 2010
- Ion Miloș, Nunta iubirii, Ars Longa, Iași, 2011
- Sherko Bekas, Eufratul, taina destinului meu, Ars Longa, Iași, 2011
- Ghada Samman, Beirut 75, Ars Longa, Iași, 2011
- Carles Miralles, Anotimpurile Barcelonei, Ars Longa, Iași, 2011
- Emil Dumea, Rodica Albu, Christian Tămaș (coord.), Universitățile Europei medievale (I), Ed. Univ. „Al. I. Cuza”, Iași, 2011
- Ion Miloș, Printre nămeții Nordului, Ars Longa, Iași, 2012
- Valeriu Cîmpeanu, Damnări/Damnations, Timpul, Iași, 2012
- Denis Emorine, Lettres à Saïda/Scrisori pentru Saïda, Ars Longa, Iași, 2012
- José Guillermo Vargas, El cansancio del centauro/Oboseala centaurului, Ars Longa, Iași, 2012
- Dorel Vișan, Salmos, Ars Longa, Iași, 2012

## Traduceri

### Din/în spaniolă
- Tereza din Ávila, Cartea vieții mele, Institutul European, Iași, 1994
- Tereza din Ávila, Castelul interior, Ars Longa, Iași, 1995 (cotat în „Index Translationum” - UNESCO)
- Tereza din Ávila, Drumul perfecțiunii, Ars Longa, Iași, 1995 (cotat în „Index Translationum” - UNESCO)
- Tereza din Ávila, Întemeierile, Ars Longa, Iași, 1998
- Ignațiu de Loyola, Exerciții spirituale, Polirom, Iași, 1996 (cotat în „Index Translationum” - UNESCO)
- Francisco F. Carvajal, De vorbă cu Dumnezeu (I), Ars Longa, Iași, 1998
- Francisco F. Carvajal, De vorbă cu Dumnezeu (II), Ars Longa, Iași, 2000
- Francisco F. Carvajal, De vorbă cu Dumnezeu (III), Ars Longa, Iași, 2001
- Francisco F. Carvajal, De vorbă cu Dumnezeu (IV), Ars Longa, Iași, 2003
- Francisco F. Carvajal, De vorbă cu Dumnezeu (V), Ars Longa, Iași, 2005
- Tereza din Avila, Castelul interior, Ars Longa, Iași, 2007
- Francisco F. Carvajal, De vorbă cu Dumnezeu (VI), Ars Longa, Iași, 2007
- Francisco F. Carvajal, De vorbă cu Dumnezeu (VII), Ars Longa, Iași, 2009
- José María Paz Gago, Manual pentru îndrăgostirea prințeselor, Ars Longa, Iași, 2009
- Lucian Blaga, Durante el gran paso (ed. multilingvă), Ars Longa, Iași, 2009
- Dorel Vișan, Psalmi/Salmos (ed. bilingvă), Ars Longa, Iași, 2010
- Lucian Blaga, Alabanza al sueño (ed. multilingvă), Ars Longa, Iași, 2010
- Valeriu Cîmpeanu, Poemas paganos, Tribuna, Brașov, 2011
- Lucian Blaga, En las cortes del anhelo (ed. multilingvă), Ars Longa, Iași, 2011
- Lucian Blaga, En las aguas vertientes (ed. multilingvă), Ars Longa, Iași, 2012
- Dorel Vișan, Salmos (ed. spaniolă), Ars Longa, Iași, 2012
- Dorel Vișan, Salmos, în Orografía de las lenguas (José Guillermo Vargas ed.) Maribelina, Lima, 2012

### Din italiană
- Tadeusz Rostworowski, Din gândirea filosofică a Papei Ioan Paul al II-lea, Ars Longa, Iași, 1994
- Marko I. Rupnik, În focul rugului aprins, Ars Longa, Iași, 1997 (cotat în „Index Translationum” - UNESCO)
- Michelina Tenace, Anticristul, Ars Longa, Iași, 1997 (cotat în „Index Translationum” - UNESCO)
- Tomas Spidlik, Calea spiritului (în colaborare), Ars Longa, Iași, 1996
- Mark I. Miravalle, Maria, Ars Longa, Iași, 2000
- Gaetano Mollo, Dincolo de angoasă (educația etico-religioasă la Soeren Kierkegaard), Ars Longa, Iași, 2000
- Marco Bandini, Lettere alla santa Sede/Epistole către Sfântul Scaun (în colaborare), Ars Longa, Iași, 2008

### Din franceză
- Pierre Louys, Psyché, Mediapress, Iași, 1994
- Jean-F. Thomas, Edith Stein, Simone Weil, Ars Longa, Iași, 1996 (cotat în „Index Translationum” - UNESCO)
- Pierre Dumoulin, Apocalipsa, Ars Longa, Iași, 2002

### Din/în engleză
- M. P. Gallagher, Ajută necredinței mele, Ars Longa, Iași, 1996 (cotat în „Index Translationum” - UNESCO)
- Aine Ní Ghlinn, Lacrimi nevărsate, Ars Longa, Iași, 1999
- Seán Ó Tuama, Moarte în țara tinereții, Ars Longa, Iași, 1999
- Glen Wright & Juraj Nemec (eds.), Finanțe Publice (în colaborare), Ars Longa, Iași, 2000
- Nuala Ní Dhomhnaill, Păpușa spartă, Ars Longa, Iași, 2001
- Máirtín Ó Direáin, Copiii lui Cain, Ars Longa, Iași, 2001
- Benjamin A. Kranc & Karina Roman, Totul despre Canada (în colaborare), Ars Longa, Iași, 2002
- Peter Fallon, Știri din lume, Ars Longa, Iași, 2003
- Vona Groarke, Zbor, Ars Longa, Iași, 2003
- Pearse Hutchinson, Cântec de cimpoi, Ars Longa, Iași, 2003
- Daniel Callam, „Mere Christianity și paradigma puritană a convertirii”, în Inklings. Litera și spiritul (R. Albu, coord.), Ed. Univ. „Alexandru I. Cuza”, Iași, 2004
- John B. Keane, Un taur în august, Ars Longa, Iași, 2004
- Valeriu Cîmpeanu, Damnări/Damnations, Timpul, Iași, 2012
- Valeriu Cîmpeanu, Ruguri/Bonfires, Timpul, Iași, 2012

### Din portugheză
- Victoriano Baquero, Afectivitatea integrată eliberatoare, Ars Longa, Iași, 1997 (cotat în „Index Translationum” - UNESCO)

### Din/în arabă
- Abd Al Rahman Al-Sharqawi, Vise mărunte, Graphix, Iași, 1992 (cotat în „Index Translationum” - UNESCO)
- Mikhail Nu'ayme, Nunta de diamant, în Convorbiri literare 94(1988)
- Lucian Blaga, Către cititori (ed. multilingvă), Ars Longa, Iași, 2006

### Din irlandeză
- Gabriel Rosenstock, Poeme alese, Ars Longa, Iași, 1998
- Cathal Ó Searcaigh, Drumul spre casă, Ars Longa, Iași, 1998
- Seosamh O’Guairim, Inima pietrei, Ars Longa, Iași, 1998
- Colm Breathnach, Bărbatul fără viață, Ars Longa, Iași, 1999
- Micheál Ó Conghaile, Poveștile cumetrelor bătrâne, Ars Longa, Iași, 2001
- Liam Ó Muirthile, Walking Time, Ars Longa, Iași, 2002
- Gearóid Mac Lochlainn, Șuvoi de limbi, Ars Longa, Iași, 2002
- Michael Davitt, Partida de squash, Ars Longa, Iași, 2002
- Biddy Jenkinson, Cele mai frumoase poeme, Ars Longa, Iași, 2002
- Micheál Ó  Conghaile, Rătăcirile lui Jack Sheáin Johnny, Ars Longa, Iași, 2003
- Celia de Fréine, Despre verze și regine, Ars Longa, Iași, 2003
- Louis de Paor, Insula celor morți, Ars Longa, Iași, 2003
- Gabriel Rosenstock, John Minihan, Șoapte uitate, Ars Longa, Iași, 2004
- Jackie Mac Donncha, Supărarea mării, Ars Longa, Iași, 2004
- Micheál Ua Ciarmhaic, Râul năvalnic, Ars Longa, Iași, 2004
- Micheál Ó Conghaile, Cei cinci din Conamara, Ars Longa, Iași, 2008
- Bríd Ní Mhóráin, Semințe de intuiție, Ars Longa, Iași, 2008
- Dairena Ní Chinnéide, Luptătoarea, Ars Longa, Iași, 2009
- Seán Ó Curraoin, Beairtle, Ars Longa, Iași, 2009
- Seán Ó Ríordáin, Oglindă de vers, Ars Longa, Iași, 2010
- Micheal O' Siadhail, Trepte, Ars Longa, Iași, 2010

### Din catalană
- Carles Miralles, La ciutat dels plàtans/Orașul cu platani (în colaborare), Ars Longa, Iași, 2007
- Carles Miralles, Dulci și aspre, Ars Longa, Iași, 2008
- Carles Miralles, Umbra zilei, ca de sînge, Ars Longa, Iași, 2010
- Carles Miralles, Anotimpurile Barcelonei (dialoguri realizate de Pușa Roth), Ars Longa, Iași, 2011

## Premii pentru literatură
- Prix Naaman acordat de La Maison Naaman pour la Culture, Liban, pentru nuvela Liniștea albă (2007)
- Premiul pentru proză acordat de Uniunea Scriitorilor din România - filiala Iași, pentru nuvela Liniștea albă (2008)
- Premiul pentru traducerea operei blagiene acordat de Festivalul internațional Lucian Blaga, Alba Iulia (2011)

## Titluri și distincții
- Diploma și medalia pentru merite culturale deosebite, conferite de Episcopia romano-catolică de Iași (2003)
- Medalia de aur pentru excelență intelectuală, conferită de Casa del Poeta Peruano & Universidad del Callao, Lima (2012)

## Afilieri
- Uniunea Scriitorilor din România
- Maison Naaman pour la Culture (MNAC), Liban
- Casa del Poeta Peruano (CADELPO), Perú
- Asociația Română de Studii Semiotice (AROSS/ROASS)
- Asociația Română de Studii Religioase (ARSR)
- Central European Association for Canadian Studies (CEACS/AECEC)
- Research Board of Advisers, ABI (SUA)
- IBC Research Council (Marea Britanie)
- Centrul de studii arabe (Universitatea din București)
- Société internationale des traducteurs d'arabe (SITA), Franța
- Culture Action Europe (organizație sprijinită de Consiliul Europei), Bruxelles